# Sloane Stephens
Pour les articles homonymes, voir Stephens.
Sloane Stephens, née le 20 mars 1993 à Plantation (Floride, États-Unis), est une joueuse de tennis américaine, professionnelle depuis 2009.
Elle remporte son premier titre WTA à l'Open de Washington en août 2015 et en compte au total huit à son actif.
Forte d'une demi-finale à l'Open d'Australie et d'un quart de finale à Wimbledon en 2013, elle atteint la 11e place mondiale en octobre 2013. Après avoir été inactive pendant 11 mois entre août 2016 et juillet 2017 à cause d'une blessure à un pied, elle remporte contre toute attente son premier titre du Grand Chelem à l'US Open en 2017 face à sa compatriote Madison Keys. En mars 2018, elle décroche le tournoi de Miami et intègre ainsi le top 10 mondial. En mai 2018, elle est finaliste de Roland-Garros ce qui lui permet, pour la première fois, d'intégrer le top 5 mondial, en se classant 3e le 16 juillet 2018.

## Jeunesse et débuts dans le tennis
Née le 20 mars 1993, Sloane Stephens est la fille de sportifs. Sa mère, Sybil Smith, est une nageuse de niveau universitaire, et son père, John Stephens (en) pratique le football américain au niveau professionnel. Elle s'initie au tennis à l'âge de neuf ans grâce à sa mère. En 2009, elle gagne le tournoi Bonfiglio en Italie et est demi-finaliste de Roland-Garros juniors, battue par la future lauréate Kristina Mladenovic,.

## Carrière professionnelle

### 2009 - 2012. Percée sur le circuit

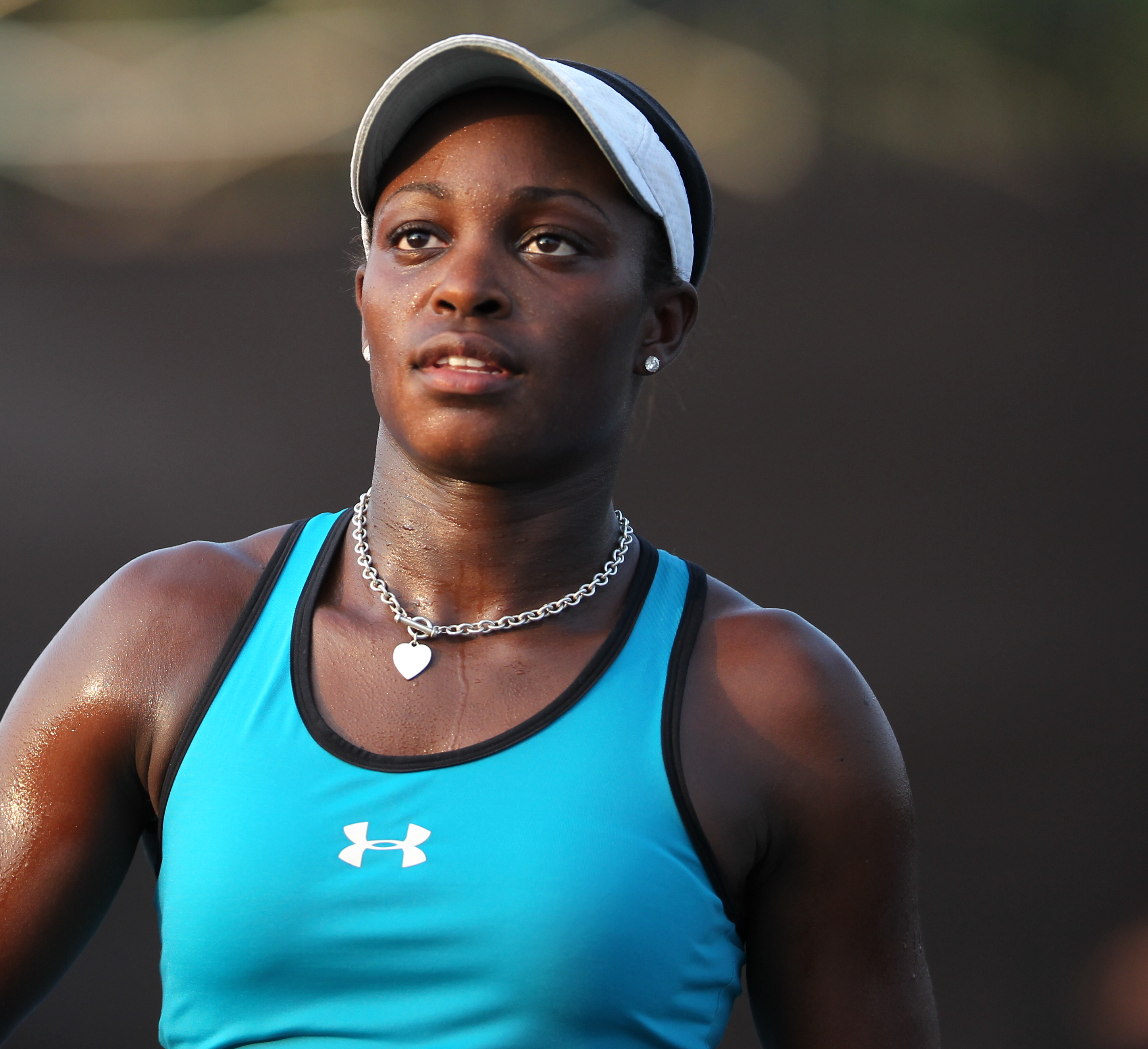
Sloane Stephens au tournoi de Washington en 2011

Alors qu'elle vient tout juste de rentrer dans le Top 100 fin 2011, elle démarre difficilement l'année suivante. Elle perd ainsi à Brisbane, Hobart et Memphis au premier tour, mais gagne néanmoins son premier match à l'Open d'Australie contre Silvia Soler Espinosa (6-4, 6-2) et est battue par la Russe Svetlana Kuznetsova, 19e au second tour (6-7, 5-7).
Mi-mars, elle passe un tour à Indian Wells contre la qualifiée Aleksandra Wozniak (4-6, 7-5, 7-6) mais est renversée par l'Allemande Angelique Kerber (6-2, 5-7, 4-6) au match suivant.
Obligée de passer par les qualifications à Miami, elle s'en extirpe en éloignant la spécialiste de double Sania Mirza et gagne deux matchs pour la première fois de sa carrière dans un WTA 1000 contre la Française Pauline Parmentier (4-6, 7-6, 6-4) et l'Italienne Sara Errani, quart de finaliste à l'Open d'Australie et future finaliste à Roland Garros cette même année (3-6, 6-2, 7-5). Confrontée à la numéro deux mondiale Maria Sharapova, finaliste à l'Open d'Australie et au dernier Wimbledon, elle s'incline logiquement (4-6, 2-6).
Après deux défaites pour entamer la saison sur terre à Charleston contre sa compatriote Jamie Hampton (5-7, 6-7) et à Barcelone contre la jeune Simona Halep (4-6, 4-6), elle sort des qualifications à Estoril mais bute sèchement sur Kaia Kanepi (1-6, 0-6).
Si elle n'arrive pas à accéder au tableau final à Madrid, c'est le cas à Rome où elle s'impose logiquement contre Anna Chakvetadze, qualifiée (6-2, 2-6, 6-4) et s'incline au tour suivant contre l'Italienne Flavia Pennetta (2-6, 3-6). Elle réussit un beau parcours à Strasbourg la semaine suivante en profitant de l'abandon de Maria Kirilenko (3-6, 7-5 ab.) puis de ses victoires sur Tímea Babos (6-2, 3-6, 6-3) et Morita Ayumi (6-3, 6-4). Elle perd en demi-finale encore une fois contre une Italienne, Francesca Schiavone, spécialiste de la surface et finaliste l'année passée à Roland Garros (5-7, 1-6).
Elle se présente ainsi en confiance au Grand Chelem parisien et performe dès le premier tour en sortant Ekaterina Makarova (6-4, 7-6), sa compatriote Bethanie Mattek-Sands (6-1, 6-1) et la Française néophyte et surprise locale Mathilde Johansson (6-3, 6-2), ce qui lui permet de disputer une deuxième semaine pour la première fois de sa carrière en Grand Chelem. Opposée à l'Australienne numéro six mondiale Samantha Stosur, vainqueur du dernier US Open et finaliste ici-même il y a deux ans, elle est battue (5-7, 4-6). Elle enchaîne directement avec Wimbledon sans préparation sur gazon et s'impose devant deux Tchèques, Karolína Plíšková, qui dispute pour la première fois le tournoi londonien et Petra Cetkovská (7-6, 4-6, 6-3). Elle est sortie par l'Allemande Sabine Lisicki, spécialiste du gazon et demi-finaliste l'année passée (67, 6-1, 2-6).
Son parcours lui permet de rentrer pour la première fois de sa carrière dans le Top 50. Après deux défaites d'entrée à Stanford et Carlsbad (contre sa compatriote repêchée Melanie Oudin, 121e), elle rebondit à Washington et profite d'un tableau ouvert pour se hisser en demi-finale (battant notamment la toute jeune Eugenie Bouchard), mais s'incline contre la 102e mondiale Magdaléna Rybáriková (3-6, 3-6).
À Cincinnati, elle se débarrasse de Tsvetana Pironkova (6-4, 6-1) et Camila Giorgi (6-2, 6-1) pour aller en huitièmes de finale mais sort logiquement contre la Polonaise Agnieszka Radwańska, numéro trois mondiale et finaliste à Wimbledon quelques semaines plus tôt (1-6, 6-4, 4-6).
En préparation de l'US Open, elle joue le tournoi de New Haven, y gagne un match contre Tamira Paszek (6-3, 6-1) mais s'incline dans un match décousu contre la Française Marion Bartoli (1-6, 6-0, 3-6). Elle termina sa saison par l'US Open, durant lequel elle prend sa revanche sur Francesca Schiavone (6-3, 6-4), puis s'impose devant Tatjana Maria, qualifiée (5-7, 6-4, 6-2). Elle retrouve comme l'année passée à ce stade la Serbe Ana Ivanović et comme l'année passée, elle s'incline (7-6, 4-6, 2-6). 

### 2013. Grandes performances en Grand Chelem: demi-finale à l'Open d'Australie et quart à Wimbledon
En 2013, Stephens réalise une des plus grandes saisons de sa carrière. Pour les deux premiers tournois de l'année, elle atteint les quarts de finale à Brisbane en perdant (4-6, 3-6) contre Serena Williams future vainqueur du tournoi après s'être défaite de Dominika Cibulková (6-2, 6-3) et de la Suédoise Sofia Arvidsson, et une demi-finale à Hobart perdant face à Elena Vesnina (2-6, 2-6) également la future vainqueur après avoir éliminé Laura Robson (6-4, 7-6), la jeune Simona Halep, pas encore Top 40 (6-4, 6-0) et la qualifiée Lauren Davis (6-3, 4-6, 7-5). Lors de l'Open d'Australie en tant que tête de série no 25, elle réalise un grand tournoi en battant Simona Halep (6-1, 6-1) au premier tour, Kristina Mladenovic (6-4, 6-3) au deuxième, puis Laura Robson (7-5, 6-3) et en huitième Bojana Jovanovski (6-1, 3-6, 7-5) pour se qualifier pour la première fois de sa carrière en quart de finale d'un Grand Chelem. Au tour suivant, elle réussit la sensation de battre à seulement 19 ans, Serena Williams 3e mondiale (3-6, 7-5, 6-4), dans un match de folie de 2 h 17 mais où Serena aura été un peu diminuée physiquement,. Il s'agit de sa première victoire en carrière contre une joueuse membre du Top 10. Cependant, en demi-finale, elle se fait écraser, dans un match tendu nerveusement où naîtra une polémique, par Victoria Azarenka no 1 mondiale (1-6, 4-6) qui gagnera le tournoi. Ce résultat lui permet d'intégrer le top 20 du classement WTA.
Elle prend part durant les semaines suivantes aux tournois de Doha (défaite au deuxième tour contre Klára Koukalová) de Dubai et Indian Wells sans grande réussite (défaite d'entrée lors de ces deux tournois, battue par la Polonaise Urszula Radwańska lors du tournoi californien). Elle renverse un match à Miami contre Olga Govortsova (0-6, 6-4, 6-4) puis profite du forfait de Venus Williams pour jouer pour la première fois de sa carrière les huitièmes de finale d'un Premier. Elle y est battue par la sœur d'Urszula, Agnieszka Radwańska, quatrième mondiale (6-4, 2-6, 0-6).
Après deux défaites d'entrée à Charleston (contre Bethanie Mattek-Sands, 113e mondiale) et Madrid, elle se ressaisit à Rome où elle sort l'invitée Flavia Pennetta (6-3, 6-3) et la Néerlandaise Kiki Bertens, spécialiste de la surface (4-6, 6-3, 6-2). Elle s'incline ensuite sèchement contre la numéro deux mondiale Maria Sharapova, vainqueur à Roland Garros l'année passée (2-6, 1-6).
Elle joue ensuite à Bruxelles où elle atteint les quarts de finale après des victoires sur Tsvetana Pironkova (6-3, 2-6, 6-3) et Shuai Zhang (6-4, 6-0) mais se fait sortir par une autre Chinoise, Shuai Peng (2-6, 3-6). Elle arrive à Roland-Garros sans réel repère, mais réussit à se qualifier pour un huitième de finale sans forcer, en sortant Karin Knapp (6-2, 7-5), Vania King (6-4, 6-0) et Marina Erakovic (6-4, 6-7, 6-3) y perdant cependant de nouveau contre la future finaliste, Maria Sharapova, la 2e mondiale (4-6, 3-6).
Arrive Wimbledon, où elle échappe à une défaite tout d'abord au deuxième tour (7-62, 2-6, 8-6) face à Andrea Petkovic, puis vainc difficilement la qualifiée Petra Cetkovská au troisième tour (7-63, 0-6, 6-4) et enfin en huitièmes (4-6, 7-5, 6-1) face à la surprise Mónica Puig, gagnant tous ses matches au mental, montrant des qualités qui lui permettent de se qualifier pour les quarts de finale. Elle y est battue par Marion Bartoli (4-6, 5-7) qui gagnera l'unique Grand Chelem de sa carrière quelques jours plus tard.
Elle s'envole fin juillet pour la tournée américaine, et déçoit d'abord à Washington contre Olga Puchkova (5-7, 3-6) puis parvient en huitièmes à Toronto, battant Kristina Mladenovic (6-2, 7-6) ainsi que Mona Barthel (6-3, 4-6, 6-3) mais sortie pour la deuxième fois de la saison par Agnieszka Radwańska, récente demi-finaliste à Wimbledon (1-6, 6-7). Elle joue ensuite Cincinnati et bat la qualifiée Petra Martić (6-2, 3-6, 6-3) mais surtout la Russe Maria Sharapova, numéro trois mondiale (2-6, 7-6, 6-3). Elle est renversée après cette belle performance par Jelena Janković, ancienne numéro une (6-3, 5-7, 5-7). Elle sort à New Haven Anna Karolína Schmiedlová (6-4, 6-4) et l'invitée Julia Görges (7-5, 2-6, 6-1) mais s'incline contre la huitième mondiale Caroline Wozniacki, elle aussi ancienne numéro une (6-7, 2-6).
Pour l'US Open, elle se qualifie pour les huitièmes en battant ses trois adversaires plutôt facilement (prenant notamment sa revanche sur Urszula Radwańska) mais se fera battre par la légende Serena Williams (4-6, 1-6) qui y prend sa revanche de l'Open d'Australie, et gagnera son deuxième grand chelem de la saison.
Elle enchaîne de nouvelles performances correctes avec un deuxième tour à Tokyo contre la jeune Eugenie Bouchard (7-5, 6-7, 3-6) qui dispute sa première saison sur le circuit WTA, puis prend sa revanche contre la Canadienne à Pékin (6-1, 1-6, 6-4) avant de tomber de nouveau contre Caroline Wozniacki (3-6, 1-6). Elle termine sa saison par deux quarts de finale à Linz et Luxembourg, tous deux perdus contre Stefanie Vögele en trois sets.

### 2014. Quart de finale à Indian Wells mais confirmation difficile
En 2014, elle réalise une saison très décevante par rapport à l'année précédente, avec beaucoup de contre-performances et une chute au classement. D'abord à l'Open d'Australie avec les points de sa demi-finale à défendre, où elle passe les premiers tours en respectant normalement son statut de tête de série no 13, et élimine Yaroslava Shvedova (7-6, 6-3), la locale Ajla Tomljanović (3-6, 6-2, 7-5) et la jeune Elina Svitolina, 47e mondiale (7-5, 6-4) mais perd (3-6, 2-6) à nouveau face à Victoria Azarenka cette fois ci bien plus sèchement et sans polémique. Elle enchaîne avec des défaites contre deux joueuses Tchèques (Petra Cetkovská, 134e mondiale à Doha et Lucie Šafářová à Dubaï). 
Elle doit ensuite attendre mars et le tournoi d'Indian Wells pour réaliser un parcours satisfaisant. Elle y bat Ajla Tomljanović en deux sets (6-4, 6-0), puis la tête de série no 11 Ana Ivanović (7-63, 6-4), avant de perdre dans un match très accroché (4-6, 7-5, 4-6) contre Flavia Pennetta, la future lauréate de l'épreuve, plus forte qu'elle mentalement. Ce sera son meilleurs parcours à Indian Wells de toute sa carrière. Elle vainc ensuite Zarina Diyas à Miami (7-6, 6-3.) mais perd sèchement encore contre Caroline Wozniacki (1-6, 0-6) puis se fait éliminer deux fois au premier tour à Charleston, dans son pays natal de nouveau contre Elina Svitolina (4-6, 4-6) et à Bogota contre la locale Mariana Duque Mariño (3-6, 3-6), alors 129e au classement WTA. 
Elle commence la saison sur terre battue européenne par un résultat encourageant, à Madrid où elle passe en huitièmes après des victoires sur les qualifiées Monica Niculescu (2-6, 6-3, 6-2) et Petra Cetkovská (6-4, 2-6, 6-3) et s'inclinant contre la numéro deux mondiale Li Na, victorieuse à l'Open d'Australie et qui joue sa dernière année professionnelle (6-2, 3-6, 2-6). Elle ne montre pas plus à Rome (deuxième tour contre Varvara Lepchenko) et à Strasbourg où elle se fait sortir pour la troisième fois de la saison par une joueuse hors du Top 100, Julia Görges (3-6, 2-6).
Elle rebondit à Roland-Garros, où elle passe ses deux premiers tours facilement contre Peng Shuai (6-4, 7-6) et Polona Hercog (6-1, 6-3) et vainc au troisième la Russe Ekaterina Makarova (6-3, 6-4), avant d'être battue par la 4e mondiale Simona Halep (4-6, 3-6), future finaliste.
Elle sort mi-juin Francesca Schiavone (6-2, 6-4) et sa compatriote Alison Riske (7-6, 2-6, 6-1) à Birmingham avant de tomber contre Zhang Shuai (3-6, 1-6) en quarts de finale. Les mois suivants sont difficiles avec un deuxième tour à Eastbourne (défaite contre la Danoise Caroline Wozniacki qui la bat pour la cinquième fois en autant de confrontations) et Montréal (contre la numéro neuf Jelena Janković dans un match serré) et d'entrée à Wimbledon (contre Maria Kirilenko, 109e mondiale) et Washington.
Elle gagne à Cincinnati début août deux matchs consécutifs pour la première fois depuis deux mois contre Andrea Petkovic (6-3, 6-3) et la Tchèque Barbora Strýcová (7-5, 6-1) mais échoue encore contre Jelena Janković (6-7, 4-6). Elle passe un tour à l'US Open contre l'Allemande Annika Beck (6-0, 6-3) mais est défaite au tour suivant contre la Suédoise Johanna Larsson (7-5, 4-6, 2-6) et termine sa saison par une nouvelle défaite en entrée de tournoi à Guangzhou contre Silvia Soler Espinosa (3-6, 6-4, 4-6).
Elle sort à l'issue de la saison du Top 30 en n'ayant battu aucune Top 10 de l'année.

### 2015.1ertitre en carrière et retour de performances

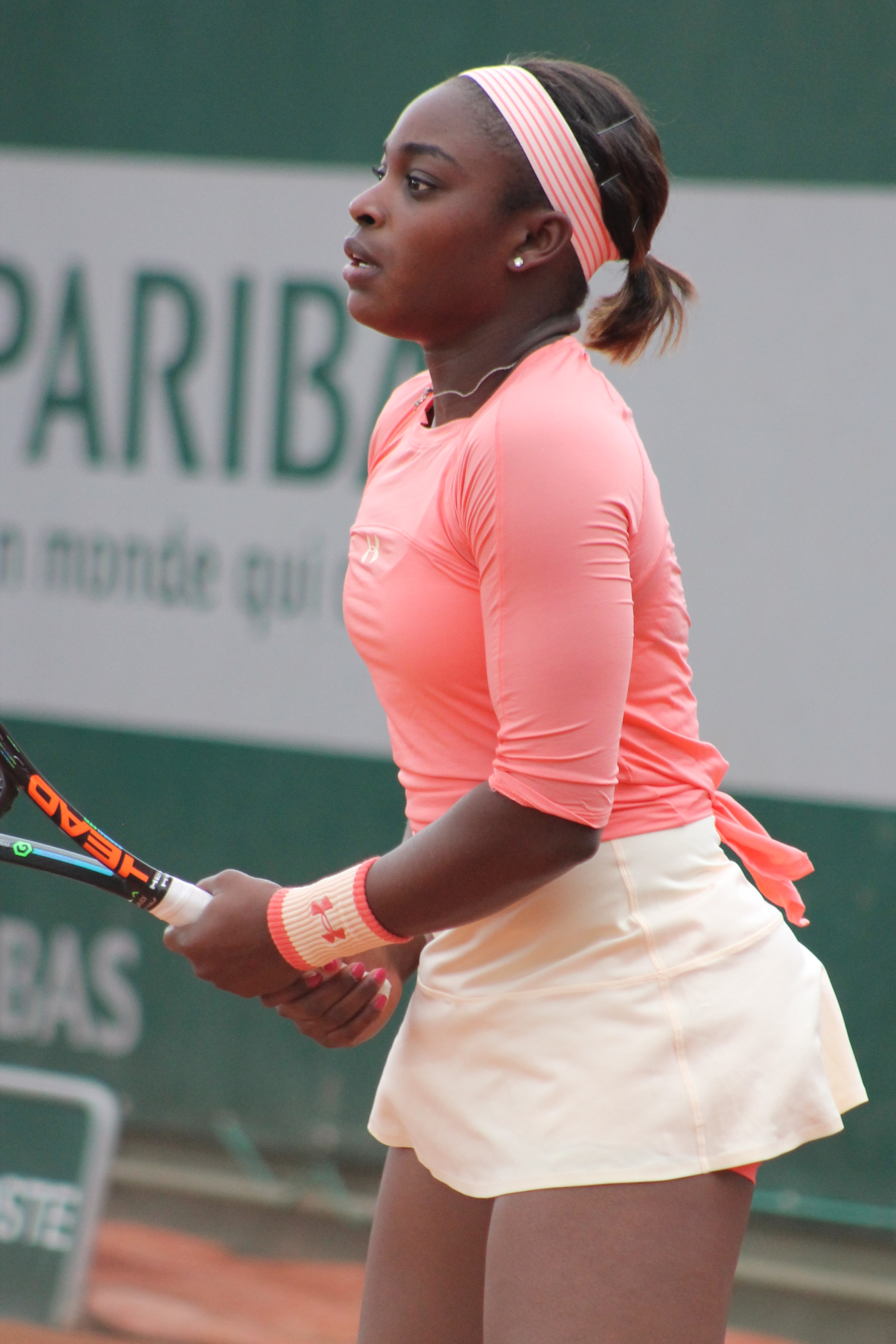
À Roland-Garros 2015

Pour la tournée américaine, elle réalise de bons parcours à la fois à Indian Wells, où elle bat au deuxième tour (7-66, 6-2) la 14e mondiale, Angelique Kerber, puis la 27e mondiale Svetlana Kuznetsova (7-64, 1-6, 6-4), avant de prendre un set 7-63 au 4e tour à la no 1 mondiale Serena Williams, qui fait son grand retour dans l'épreuve cette année après 13 ans d'absence, cependant elle perdra les deux sets suivant 6-2, 6-2 mais sera la seule joueuse à lui avoir pris une manche. Et à la fois la semaine suivante à Miami, en battant facilement au premier tour Yanina Wickmayer en deux sets, puis la compatriote et 18e mondiale Madison Keys (6-4, 6-2), après Johanna Larsson également en deux sets et face à l'espoir Belinda Bencic (6-4, 7-65) alors menée 5-3 dans le deuxième sets, ce qui lui permet de se qualifier pour les quarts de finale. Elle sera vaincue (1-6, 5-7) par Simona Halep, 3e mondiale.
À Roland-Garros, elle se qualifie pour les huitièmes de finale, en battant la tête de série numéro 15 Venus Williams (7-65, 6-1) dès le premier tour, puis Heather Watson et Tsvetana Pironkova en deux manches avant de buter une nouvelle fois face à la no 1 mondiale Serena (6-1, 5-7, 3-6) en ayant réalisé un excellent match et manquant de battre les deux sœurs Williams dans le même tournoi.
Sur le tournoi sur gazon à Eastbourne, elle passe de justesse face à Naomi Broady en trois manches, bat Carla Suárez Navarro (6-1, 7-5), puis, au troisième tour, Heather Watson (6-2, 6-3), avant de profiter en quart de finale du forfait de la lucky loser Daria Gavrilova pour être qualifiée directement pour la demi-finale. À ce stade, elle perd contre Agnieszka Radwańska (1-6, 7-63, 2-6) qui perdra en finale.
Elle atteint, le 9 août, sa première finale WTA à l'Open de Washington. En demi-finale, elle bat notamment la tête de série no 2 Samantha Stosur, (7-64, 6-0). Enfin, en finale, elle affronte la Russe Anastasia Pavlyuchenkova, qu'elle bat facilement 6-1, 6-2 en une heure de jeu avec un niveau de jeu exceptionnel et remportant le premier titre de sa carrière.
Elle termine l'année dans le top 30, progrès important par rapport à l'année précédente.

### 2016. Trois titres dont unPremiermais saison écourtée
Sloane Stephens débute parfaitement la saison à Auckland en se qualifiant pour la finale, la deuxième de sa carrière, en battant notamment (6-2, 7-63) en 1 h 40 lors des demi-finales la 17e mondiale, Caroline Wozniacki, qu'elle n'avait jamais battue en cinq confrontations et même jamais accrochée un set. La partie avait dû être interrompue le jour même plusieurs heures pour cause de pluie à 5-2 pour Stephens, qui a su écarter une balle d'égalisation à un set partout à 6-5 sur son service. En finale, 2 h 30 après la fin de sa demie, elle fait face à la 50e mondiale, Julia Görges, qui après un premier set serré, finit par dérouler (7-5, 6-2) et remporter le 2e titre de sa carrière, en récompensant une superbe semaine. Après un Open d'Australie décevant en étant éliminée dès le premier tour, elle rebondit à Acapulco en s'adjugeant le titre face à Dominika Cibulková (6-4, 4-6, 7-65), dans un match de plus de trois heures de jeu, et gagnant le deuxième trophée de la saison.
Après une tournée américaine catastrophique, elle commence la saison sur terre battue par le tournoi de Charleston, exemptée de premier tour, elle passe facilement ses deux premiers tours face à Danka Kovinić et Daria Gavrilova sur le même score (6-4, 6-3). En quart, elle bat plus difficilement la jeune Daria Kasatkina dans un match à suspense (6-1, 5-7, 7-5) de 2 h 24, puis bénéficie en demi-finale d'une Angelique Kerber (2e mondiale) malade (6-1, 3-0 ab.) et se qualifie pour la finale après 39 minutes de jeu. Elle affronte la qualifiée Elena Vesnina, menant dans un premier temps 5-2 dans le premier set avant de se faire remonter mais gagnant la première manche (7-64) en 1 h 10, avant de dérouler dans la seconde manche 6-2, bouclée en 34 minutes. Elle gagne le tournoi, le troisième de la saison et le titre le plus important de sa carrière.
Elle perd prématurément à Madrid et Strasbourg pour disputer Roland-Garros en tant que tête de série numéro 19. Elle passe Margarita Gasparyan et Verónica Cepede Royg, avant de s'incliner lourdement (2-6, 1-6) contre Tsvetana Pironkova. Puis à Wimbledon un autre 3e tour après avoir battue difficilement la qualifiée Mandy Minella (3-6, 7-66, 8-6) après 2 h 27 de jeu ; puis disputant un autre gros match contre Svetlana Kuznetsova mais le perdant cette fois-ci (7-61, 2-6, 6-8) après autant de temps.
Après les Jeux olympiques, elle met fin à sa saison à cause d'une blessure au pied gauche où elle effectuera son retour sur le circuit au cours de l'été 2017.

### 2017. Retour de blessure et1ertitreen Grand Chelem à l'US Open
En août à Toronto alors redescendue à la 934e mondiale, Sloane Stephens s'extirpe de son premier tour face à Yulia Putintseva (6-74, 6-0, 6-4), puis bat la tête de série numéro 14, Petra Kvitová (7-64, 3-6, 6-2) également de retour cette année, et surtout la 3e mondiale Angelique Kerber (6-2, 6-2) en huitième, le tout en moins d'une heure. Puis une autre Tchèque, Lucie Šafářová (6-2, 1-6, 7-5) dans un match décousu dans les deux premiers sets, et se qualifie ainsi pour la première fois pour une demi-finale en Premier 5. Sloane Stephens est vaincue facilement en 1 h 23 (2-6, 3-6) par la 6e mondiale, Caroline Wozniacki. Par la suite à Cincinnati, Sloane bat à nouveau les Tchèques Šafářová (6-4, 7-65) et Kvitová (6-2, 6-3), cette fois-ci sans perdre de set au premier et second tour. Puis la tombeuse de Kerber, Ekaterina Makarova (2-6, 6-3, 6-4) et Julia Görges (6-1, 7-63), deux matchs disputés le même jour à cause de la pluie. Ainsi Sloane atteint à nouveau le dernier carré, la seconde consécutive en Premier 5. Elle perdra sèchement (2-6, 1-6) en 54 minutes, fatiguée de ces deux semaines consécutives.
À l'US Open, elle passe l'Italienne Roberta Vinci (7-5, 6-1) après un premier set compliqué, puis la 10e mondiale, Dominika Cibulková dans un match physique (6-2, 5-7, 6-3) et Ashleigh Barty (6-2, 6-4) pour se hisser en huitième de finale. Elle bat ensuite Julia Görges (6-3, 3-6, 6-1) et dans un match haletant de suspense après 2 h 28 de jeu la Lettonne Anastasija Sevastova (6-3, 3-6, 7-64). Elle atteint sa seconde demi-finale en Grand Chelem (après celle de l'Open d'Australie 2013), et la première à l'US Open où elle affronte la vétérane Venus Williams 9e mondiale, qu'elle vainc en trois manches (6-1, 0-6, 7-5) et 2 h 07 de jeu,. Inactive pendant 11 mois entre août 2016 et juillet 2017 à cause d'une blessure à un pied, elle crée l'exploit en remportant contre toute attente la finale face à sa meilleure amie Madison Keys, 16e mondiale,. Au terme d'un match qu'elle a dominé de bout en bout (6-3, 6-0) en tout juste une heure de jeu, elle remporte ainsi le 1er titre en Grand Chelem de sa carrière,. Elle devient, par ailleurs, la première Américaine sacrée en Grand Chelem depuis Jennifer Capriati à l'Open d'Australie 2002 et à Flushing Meadows depuis Lindsay Davenport en 1998, qui ne s'appelle pas Venus ou Serena Williams,. À sa conférence de presse d’après-match, une question traite notamment du montant du chèque où la joueuse s'est montrée surprise du montant et la pousse à « encore gagner un autre titre du Grand Chelem ».
Cette victoire lui permet de faire un bond de 66 places, passant de la 83e à la 17e place mondiale. Il s'agit de son 5e titre en autant de finales dans la discipline.

### 2018.1ertitre enPremier Mandatoryà Miami,2efinalede Grand Chelem à Roland-Garros, intégration du top 3 et finale du Masters
Après des semaines de contre performances et de difficultés à gagner à nouveau des matchs, Sloane Stephens commence réellement sa saison avec un 1/4 de finale à Acapulco en s'inclinant (4-6, 7-5, 2-6) contre la future finaliste Stefanie Vögele.
En mars à l'Open d'Indian Wells alors exemptée de 1er tour, elle passe Victoria Azarenka (6-1, 7-5) en signant sa première victoire contre la Biélorusse, mais s'incline au 3e tour contre Daria Kasatkina (4-6, 3-6), qui ira jusqu'en finale. Puis au tournoi de Miami alors exemptée de 1er tour, elle passe facilement Ajla Tomljanović (6-1, 6-3), puis profitant de l'abandon de Monica Niculescu dans la 3e manche. Stephens se qualifie plutôt facilement pour le dernier carré en battant la 3e mondiale, Garbiñe Muguruza (6-3, 6-4) et la 10e mondiale, Angelique Kerber (6-1, 6-2) en une heure de jeu. En battant Angelique Kerber en quarts de finale, l'Américaine intègre le top 10 pour la première fois de sa carrière, à l'issue du tournoi (9e). Dans une rencontre décousu, elle s'impose en trois manches (3-6, 6-2, 6-1) en 2 h 10 contre Victoria Azarenka à nouveau et se qualifiant ainsi pour sa première finale de Premier Mandatory. Elle boucle sa semaine en remportant son 1er titre de la saison face à la 5e mondiale, Jeļena Ostapenko (7-65, 6-1) en une heure et demie de jeu. En avril, elle remporte ses deux matchs de Fed Cup contre Pauline Parmentier (7-63, 7-5) et Kristina Mladenovic (6-2, 6-0), permettant à son pays d'aller en finale de l'épreuve.
Sur terre battue après des tournois préparatoires mitigés à Madrid et Rome, elle réalise un tournoi de Roland-Garros exceptionnel en ne perdant qu'un set pour arriver en finale. Elle passe sans encombre ses deux premiers tours face à Arantxa Rus et Magdalena Fręch, avant de produire un gros match (4-6, 6-1, 8-6) contre l'Italienne Camila Giorgi et atteindre les 1/8 de finale. Puis elle pulvérise une des outsiders, l'Estonienne Anett Kontaveit (6-2, 6-0) et la Russe alors tête de série numéro 14, Daria Kasatkina (6-3, 6-1) en 1 h 10 pour atteindre le dernier carré Porte d'Auteuil,. Elle domine sa compatriote et amie Madison Keys (6-4, 6-4) en 1 h 17 alors tête de série numéro 13 et ainsi rallier sa 2e finale de Grand Chelem après l'US Open en 2017,. Après six succès de suite, elle fait face et s'incline contre la no 1 mondiale, Simona Halep (6-3, 4-6, 1-6) en 2 h 03 de jeu,. C'est sa première finale perdue dans sa carrière, mais ce résultat lui permet d'atteindre le 4e rang mondial.
L'Américaine retrouve le chemin de la finale au tournoi du Canada à Montréal, en passant Françoise Abanda, après la qualifiée Carla Suárez Navarro (6-2, 7-5), puis facilement Anastasija Sevastova (6-2, 6-2) et enfin la 5e mondiale, Elina Svitolina (6-3, 6-3) en 1 h 38. Comme à Paris, Simona Halep s'impose (6-76, 6-3, 4-6) au terme d'un match marathon et à suspense de 2 h 41 de jeu, perdant ainsi sa 2e finale d'affilée. Grâce à cette semaine, Stephens reste à la 3e place mondiale, le meilleur classement de sa carrière. Elle déçoit en s'inclinant en 1/8 de finale à Cincinnati contre Elise Mertens. Avant de défendre son titre à l'US Open en tant que tête de série numéro 3. Stephens passe difficilement en trois sets la qualifiée Anhelina Kalinina et Victoria Azarenka (6-3, 6-4) pour atteindre les huitièmes. Puis prend sa revanche sur la Belge Mertens (6-3, 6-3) ; avant de s'incliner sèchement (2-6, 3-6) en quart de finale face à la tête de série numéro 19, Anastasija Sevastova en 1 h 24 de jeu.
Le 21 octobre, débute le Masters à Singapour placé dans le groupe rouge avec la no 2 mondiale Angelique Kerber, la no 4 Naomi Osaka et la no 9 Kiki Bertens. Pour son premier match, elle s'impose (7-5, 4-6, 6-1) en 2 h 24 min face à Osaka puis enchaîne en remportant son second match face à Bertens (7-64, 2-6, 6-3) en 2 h 20 min à nouveau au terme d'une grosse bataille. Elle sort vainqueur de son 3e match de poule contre Kerber (6-3, 6-3) en 1 h 41 min. Pour la première fois, elle se qualifie pour la finale du Masters et à sa première apparition. Venant à bout de la Tchèque Karolína Plíšková (0-6, 6-4, 6-1) après une bulle d'entrée et 1 h 55 de jeu. Elle s'incline à nouveau dans une grande finale cette année, battue par la 7e mondiale, Elina Svitolina (6-3, 2-6, 2-6) en 2 h 23 min malgré le gain de la première manche.
Elle termine finalement l'année à la 6e place mondiale, avec en point d'orgue son titre à Miami et sa finale à Roland-Garros .

### 2019. Quart de finale à Roland Garros et demi-finale à Madrid mais aucun titre et sortie du Top 10
Elle débute son année par une première défaite au premier tour à Brisbane contre la Britannique Johanna Konta (4-6, 3-6) puis au deuxième tour de Sydney contre la Kazakh Yulia Putintseva (6-3, 6-7, 0-6) après avoir complètement renversé Ekaterina Alexandrova (0-6, 7-6, 7-6). Elle parvient à emporter trois matchs à l'Open d'Australie contre sa compatriote Taylor Townsend (6-4, 6-2), la Hongroise spécialiste de double Tímea Babos (6-3, 6-1) et Petra Martić en deux tie-breaks. Elle échoue à aller plus loin malgré le gain de la première manche contre la Russe Anastasia Pavlyuchenkova (7-6, 3-6, 3-6).
Elle ne gagne que deux matchs sur la tournée américaine sur dur à Acapulco (contre Pauline Parmentier), tombant face à Beatriz Haddad Maia, 172e mondiale qui sera suspendue pour dopage en juillet et à Miami contre la Tunisienne Ons Jabeur alors 58e mondiale (s'inclinant contre l'Allemande Tatjana Maria). Elle perd également d'entrée à Indian Wells face à la qualifiée Stefanie Vögele, 109e en ne gagnant que trois jeux (3-6, 0-6).
Elle reprend des couleurs sur ocre à Charleston où elle s'impose contre Sara Sorribes Tormo en deux tie-breaks et contre Ajla Tomljanović (4-6, 6-4, 6-4). Elle échoue contre sa compatriote Madison Keys en quarts de finale (6-7, 6-4, 2-6). Elle réussit début mai son meilleur parcours à Madrid en carrière en sortant successivement la qualifiée Polona Hercog (6-2, 7-6), l'ancienne numéro une Victoria Azarenka (6-4, 2-6, 6-2), la Chinoise Zheng Saisai (3-6, 6-3, 6-2) et de nouveau la Croate Petra Martić (6-4, 6-3) mais est contrainte à la défaite face à une spécialiste de la surface, la Néerlandaise Kiki Bertens (2-6, 5-7), numéro sept mondiale en demi-finale, qui gagnera le tournoi quelques jours plus tard.
Après avoir perdu son deuxième duel de la saison face à Johanna Konta au premier tour de Rome (7-6, 4-6, 1-6), elle dispute le tournoi de Roland Garros. Eliminant d'abord la Japonaise Misaki Doi (6-3, 7-6) et Sara Sorribes Tormo (6-1, 7-6) pour la deuxième fois sur terre avec facilité, elle rencontre plus d'adversité contre Polona Hercog mais comme à Madrid, se débarrasse de son adversaire (6-3, 5-7, 6-4). Elle rencontre Garbiñe Muguruza, ancienne vainqueur et demi-finaliste l'année passée en huitièmes mais passe (6-4, 6-3). Confrontée à Johanna Konta pour la troisième fois cette saison, elle perd de nouveau face à la joueuse Britannique (1-6, 4-6), qui disputera son unique demi-finale à Roland Garros quelques jours plus tard.
Les mois suivants sont plus difficiles pour l'Américaine. Elle prépare Wimbledon avec une défaite renversante au premier tour d'Eastbourne face à Jeļena Ostapenko, demi-finaliste l'année passée à Wimbledon (6-1, 0-6, 3-6). Elle passe deux tours sans problèmes lors du tournoi londonien contre Timea Bacsinszky (6-2, 6-4) et Wang Yafan (6-0, 6-2) mais doit encore perdre contre Johanna Konta qui évolue en plus à domicile (6-3, 4-6, 1-6) et qui dispute son dernier Wimbledon.
Hormis deux victoires en Chine à Wuhan contre les locales Zhang Shuai (7-5, 6-4) et Wang Yafan (6-2, 3-6, 6-1),  suivie d'une défaite contre la numéro sept mondiale Petra Kvitová, finaliste en début d'année à l'Open d'Australie (3-6, 3-6), elle ne parvient pas à enchaîner deux victoires de suite dans les autres tournois. 
Elle est ainsi défaite au premier tour à Washington, Toronto et Osaka ainsi qu'à l'US Open (contre la 127e mondiale Anna Kalinskaya, jeune qualifiée Russe) ce qui l'éjecte du Top 10 et au second tour à Cincinnati (contre l'ancienne championne Svetlana Kuznetsova, retombée au 153e rang mondial) et Pékin.

### 2020. Année marquée par la pandémie de Covid-19
Dans une saison particulière marquée par la pandémie de Covid-19, l'Américaine ne remporte que quatre matchs en onze tournois, tous contre des joueuses classées hors du Top 100, confirmant sa méforme de l'année passée.
Elle subit d'abord deux défaites surprises contre Liudmila Samsonova, 129e mondiale et qualifiée à Brisbane (4-6, 6-2, 3-6) puis à Adelaïde la semaine suivante contre la 201e, Arina Rodionova (2-6, 2-6). Elle est renversée par la Chinoise Zhang Shuai au premier tour de l'Open d'Australie (6-2, 5-7, 2-6) puis à Acapulco par l'invitée locale 270e mondiale Renata Zarazúa (4-6, 2-6). Elle s'impose en trois sets en mars à Monterrey contre Emma Navarro (6-4, 5-7, 6-1) mais s'incline face à Leylah Fernandez qui connaît sa première année sur le circuit WTA (7-6, 3-6, 3-6) mais qui est alors 126e. Elle est de nouveau battue par la Canadienne à Lexington (3-6, 3-6) et à New York par la Française Caroline Garcia (3-6, 6-7).
Elle parvient malgré cette année noire à remporter deux matchs à l'US Open contre deux joueuses hors du Top 100, Mihaela Buzărnescu (6-3, 6-3) et Olga Govortsova (6-2, 6-2) mais s'incline dans une défaite renversante contre la légende Serena Williams, huitième mondiale et finaliste l'année passée (6-2, 2-6, 2-6). Ce sera son dernier match en carrière contre l'Américaine. Elle joue en septembre sur terre mais est défaite au premier tour à Rome par l'ancienne vainqueur de Roland Garros Garbiñe Muguruza (3-6, 3-6) et à Strasbourg par la Japonaise Nao Hibino (2-6, 6-3, 1-6). Elle gagne un match à Roland Garros pour son dernier tournoi de l'année contre Vitalia Diatchenko (6-2, 6-2) mais s'incline au second tour contre une autre Espagnole, Paula Badosa (4-6, 6-4, 2-6).

### 2021. Retour de forme et 1/8eà Wimbledon mais sortie du Top 50
Sloane Stephens enchaîne les défaites en début d'année avec des éliminations prématurées à Melbourne (de nouveau contre Leylah Fernandez qui sera finaliste en fin d'année à l'US Open), l'Open d'Australie et Monterrey (contre la 151e mondiale Kristína Kučová). Elle remporte un match à Miami contre la qualifiée Française Océane Dodin (6-7, 6-4, 6-2) mais s'incline contre sa jeune compatriote Amanda Anisimova au tour suivant (3-6, 3-6). Ce résultat la fait sortir du Top 50 pour la première fois depuis quatre ans.
Cette victoire lui permet cependant de lancer sa saison avec la venue de la terre battue. Elle bat ainsi à Charleston Wang Xinyu (6-2, 6-4), sa compatriote Madison Keys (6-4, 6-4) et Ajla Tomljanović (6-3, 6-4) pour arriver en quarts de finale où elle perd contre la Russe Veronika Kudermetova (3-6, 4-6). Après une défaite contre la Tunisienne Ons Jabeur (6-4, 1-6, 3-6) à Madrid au second tour, elle parvient en demi-finale de Parme en éliminant la qualifiée Caty McNally (7-6, 6-4) puis en renversant la terrienne Daria Kasatkina (1-6, 6-4, 7-5) et l'ancienne championne locale Sara Errani (6-3, 6-0). Elle est stoppée par Wang Qiang (2-6, 6-7). A Roland Garros, elle se défait au terme d'un gros combat de l'Espagnole Carla Suárez Navarro, ancienne Top 10 qui joue sa dernière année sur le circuit (3-6, 7-6, 6-4). Elle dispose ensuite de deux Tchèques, Karolína Plíšková, sa première victoire sur une Top 10 depuis près de trois ans (7-5, 6-1) et de Karolína Muchová (6-3, 7-5), demi-finaliste en début d'année à l'Open d'Australie. Elle perd sèchement en huitièmes contre la future vainqueur, une troisième Tchèque, Barbora Krejčíková (2-6, 0-6).
Relancée elle s'offre une victoire de prestige à Wimbledon contre l'ancienne double vainqueur Petra Kvitová, 10e mondiale au premier tour (6-3, 6-4) puis bat la surprise repêchée Kristie Ahn (7-5, 6-3) avant de tomber au troisième tour contre la Russe Liudmila Samsonova (2-6, 6-2, 4-6).
Elle part faire la tournée américaine en août, où elle rencontre davantage de difficulté en s'inclinant contre Danielle Collins au deuxième tour de San Jose (6-3, 4-6, 3-6) et de Montréal contre la numéro trois mondiale Aryna Sabalenka, demi-finaliste à Wimbledon contre laquelle elle arrache un set (6-7, 6-4, 4-6). Après avoir été éliminé par la Française qualifiée Caroline Garcia au premier tour de Cincinnati sur le même score, elle emporte deux matchs à l'US Open contre Madison Keys qu'elle avait battu en finale du tournoi il y a six ans (6-3, 1-6, 7-6) puis sa très jeune compatriote Coco Gauff (6-4, 6-2) avant de perdre contre l'ancienne numéro une Angelique Kerber (7-5, 2-6, 3-6). Elle termine enfin l'année avec une élimination au premier tour de Chicago contre Tamara Zidanšek en ne gagnant que trois jeux (2-6, 1-6) et un deuxième tour à Indian Wells contre sa compatriote Jessica Pegula qui dispute pour la première fois le tournoi (2-6, 3-6).

### 2022.7etitreen simple et 1/4 de finale à Roland Garros
Après une défaite contre la vainqueur surprise de l'US Open Emma Raducanu (0-6, 6-2, 1-6) au premier tour de l'Open d'Australie, elle emporte trois victoires à Guadalajara contre trois joueuses classées hors du Top 100, la jeune Brenda Fruhvirtová (6-2, 6-2), la Française Chloé Paquet (7-5, 6-4) et l'Australienne Daria Saville (4-6, 6-3, 6-2) pour atteindre les demi-finale. Elle profite de l'abandon d'Anna Kalinskaya (3-6, 7-5 ab.) et s'impose contre la Tchèque Marie Bouzková en finale (7-5, 1-6, 6-2) pour gagner son septième titre en carrière et le premier depuis quatre saisons. Cette victoire lui permet de retourner dans le Top 50.
Elle connaît cependant après ce titre des mois difficiles avec une seule victoire à Miami contre Panna Udvardy (6-4, 6-3), défaite au second tour par sa compatriote Jessica Pegula (1-6, 4-6). Elle subit entre autres cinq défaites au premier tour à Indian Wells (contre l'ancienne numéro une Naomi Osaka), Charleston, Madrid, Rome et Strasbourg (contre la 306e Nefisa Berberovic).
Elle rebondit lors du tournoi de Roland-Garros, où elle dispose de Jule Niemeier (5-7, 6-4, 6-2), Sorana Cîrstea (3-6, 6-2, 6-0), spécialiste de terre, la jeune locale Diane Parry (6-2, 6-3) qui atteint pour la première fois de sa carrière un troisième tour en Grand Chelem, puis Jil Teichmann (6-2, 6-0). Elle atteint les quarts de finale dans le Grand Chelem parisien pour la troisième fois de sa carrière. Elle s'incline alors contre sa jeune compatriote Coco Gauff (5-7, 2-6) qui jouera sa première finale en Grand Chelem quelques jours plus tard.
La saison sur gazon est ponctuée de deux défaites en autant de matchs, à Bad Homburg (contre Katie Swan, 223e mondiale) et Wimbledon (pour la deuxième fois de la saison battue par la Chinoise Zheng Qinwen, révélation de l'année). Elle enchaîne une troisième défaite à Washington contre l'Australienne Ajla Tomljanović (1-6, 4-6). Elle rebondit légèrement aux WTA 1000 de la tournée américaine en éliminant difficilement l'ancienne numéro trois Sofia Kenin au premier tour de Toronto (6-2, 6-7, 7-5) puis est défaite par la numéro quatre mondiale María Sákkari (2-6, 6-4, 2-6). Elle gagne ensuite un match à Cincinnati (ne laissant qu'un seul jeu à Alizé Cornet) et à l'US Open mais tombant à chaque fois contre la numéro une mondiale, Iga Świątek, futur vainqueur du quatrième Grand Chelem de l'année. Elle franchit également un tour à Parme (battue au second par Danka Kovinić) et à San Diego (par la cinquième joueuse au classement WTA Aryna Sabalenka).
Elle parvient pour son tout dernier tournoi de l'année fin octobre en quarts de finale à Guadalajara avec un tennis retrouvé et des victoires sur la jeune Linda Fruhvirtová (6-0, 6-2), la Suissesse Belinda Bencic qu'elle n'avait plus affronté depuis sept ans (6-4, 6-4), et la Française Caroline Garcia (7-6, 7-5), demi-finaliste à l'US Open, sa seule victoire de l'année contre une Top 10. C'est la première fois depuis trois ans qu'elle retrouve ce niveau en Masters 1000. Elle est alors éliminée par sa compatriote Jessica Pegula (2-6, 2-6), numéro cinq.

### 2023. Titre en WTA 125 à Saint-Malo et 1/8ede finale à Roland-Garros
Elle attaque l'année par trois défaites au premier tour à Auckland (contre la 130e Rebeka Masarova), à Hobart contre Lauren Davis (2-6, 2-6) et à l'Open d'Australie contre Anastasia Potapova (6-7, 4-6). Elle enchaîne deux quarts de finale d'abord à Mexico où elle se débarrasse des Françaises Léolia Jeanjean (6-1, 6-3) et Varvara Gracheva (5-7, 6-2, 7-6) puis subit une double roue de bicyclette contre l'Italienne Camila Giorgi, ne remportant donc aucun jeu (0-6, 0-6). Elle sort à Austin sa compatriote Taylor Townsend (6-3, 6-3) et la qualifiée Britannique Heather Watson (6-4, 6-4) avant de voir Varvara Gracheva prendre sa revanche (6-7, 3-6).
Elle subit deux nouvelles défaites au premier tour à Indian Wells contre la 170e Sofia Kenin qui poursuit son retour sur le circuit et à Miami contre une autre Américaine Shelby Rogers (4-6, 6-3, 2-6). Elle entame la tournée sur ocre avec une victoire renversante sur la qualifiée Louisa Chirico (3-6, 6-1, 6-2) à Charleston mais est sortie par l'ancienne numéro une Victoria Azarenka (6-3, 3-6, 2-6) au tour suivant. Elle s'incline également au premier tour à Madrid contre la 168e Jaqueline Cristian (7-5, 4-6, 4-6). 
Début mai, elle honore son statut de tête de série numéro une en s'imposant au tournoi de Saint-Malo, un WTA 125. Elle se débarrasse pour cela des Françaises Emeline Dartron (6-1, 6-1) et Jessika Ponchet (6-2, 2-6, 6-1), de la Britannique Freya Christie (6-1, 6-1), de l'ancienne numéro trois Elina Svitolina (7-5, 7-6) et de la Belge Greet Minnen en finale (6-3, 6-4). Elle enchaîne avec une second tour à Rome où elle est de nouveau éliminée par Victoria Azarenka (4-6, 3-6) après avoir battu l'ancienne demi-finaliste de Roland Garros Nadia Podoroska (6-4, 6-1). Elle fait un bon parcours également à Rabat où elle sort la vétéran qualifiée Vera Zvonareva (7-5, 6-4) puis la spécialiste de double Tímea Babos (6-3, 6-1) ainsi que la jeune et surprenante Peyton Stearns (6-7, 6-3, 7-6). Arrivée en demi-finale, elle ne gagne que deux jeux contre l'Italienne Lucia Bronzetti (1-6, 1-6).
Elle sort à Roland-Garros au premier tour la Tchèque Karolína Plíšková, ex-numéro une mondiale (6-0, 6-4) et confirme sa bonne forme contre  Varvara Gracheva (6-2, 6-1), qu'elle rencontre pour la troisième fois de l'année et la Kazakhe Yulia Putintseva (6-3, 3-6, 6-2) pour disputer les huitièmes de finale du Grand Chelem parisien pour la neuvième fois de sa carrière. Affrontant en session de nuit la numéro deux mondiale Aryna Sabalenka, vainqueur à l'Open d'Australie en début d'année, elle échoue à aller plus loin (6-7, 4-6).
Elle passe un tour à Wimbledon en dominant Rebecca Peterson (6-2, 6-3) et s'inclinant contre la Croate Donna Vekić (6-4, 5-7, 4-6). A Washington, elle perd dès le premier tour contre la qualifiée Lauren Davis (6-7, 6-3, 1-6), puis accède au troisième tour à Montréal à la faveur d'une victoire sur Anhelina Kalinina (6-4, 7-6) et surtout du forfait de Victoria Azarenka qui l'avait battu deux fois cette année. Elle s'incline logiquement contre la numéro trois mondiale Elena Rybakina (3-6, 3-6), finaliste à l'Open d'Australie en début d'année. Elle sort à Cincinnati Elisabetta Cocciaretto (7-5, 6-2) et bat sa seule Top 10 de l'année qui est comme l'année passée Caroline Garcia (4-6, 6-4, 6-4) au second tour. Elle est stoppée par la dernière gagnante de Wimbledon, Markéta Vondroušová (5-7, 3-6) au troisième tour là aussi.
Elle remporte aussi deux matchs à Cleveland, prenant une revanche renversante contre Lauren Davis (1-6, 6-3, 6-1) et s'imposant contre la toute jeune Mirra Andreeva (6-3, 6-3). Elle est néanmoins défaite en quarts par la repêchée Sara Sorribes Tormo (1-6, 3-6). Elle ne bénéficie pas d'un tirage facile à l'US Open où elle tombe d'entrée contre la Brésilienne Beatriz Haddad Maia (2-6, 7-5, 4-6) puis termine l'année par un second tour à San Diego où elle est battue par Caroline Garcia (3-6, 6-3, 1-6), dixième joueuse mondiale et par un second tour à Guadalajara où elle ne remporte que trois jeux contre Emiliana Arango, 180e mondiale (1-6, 2-6).

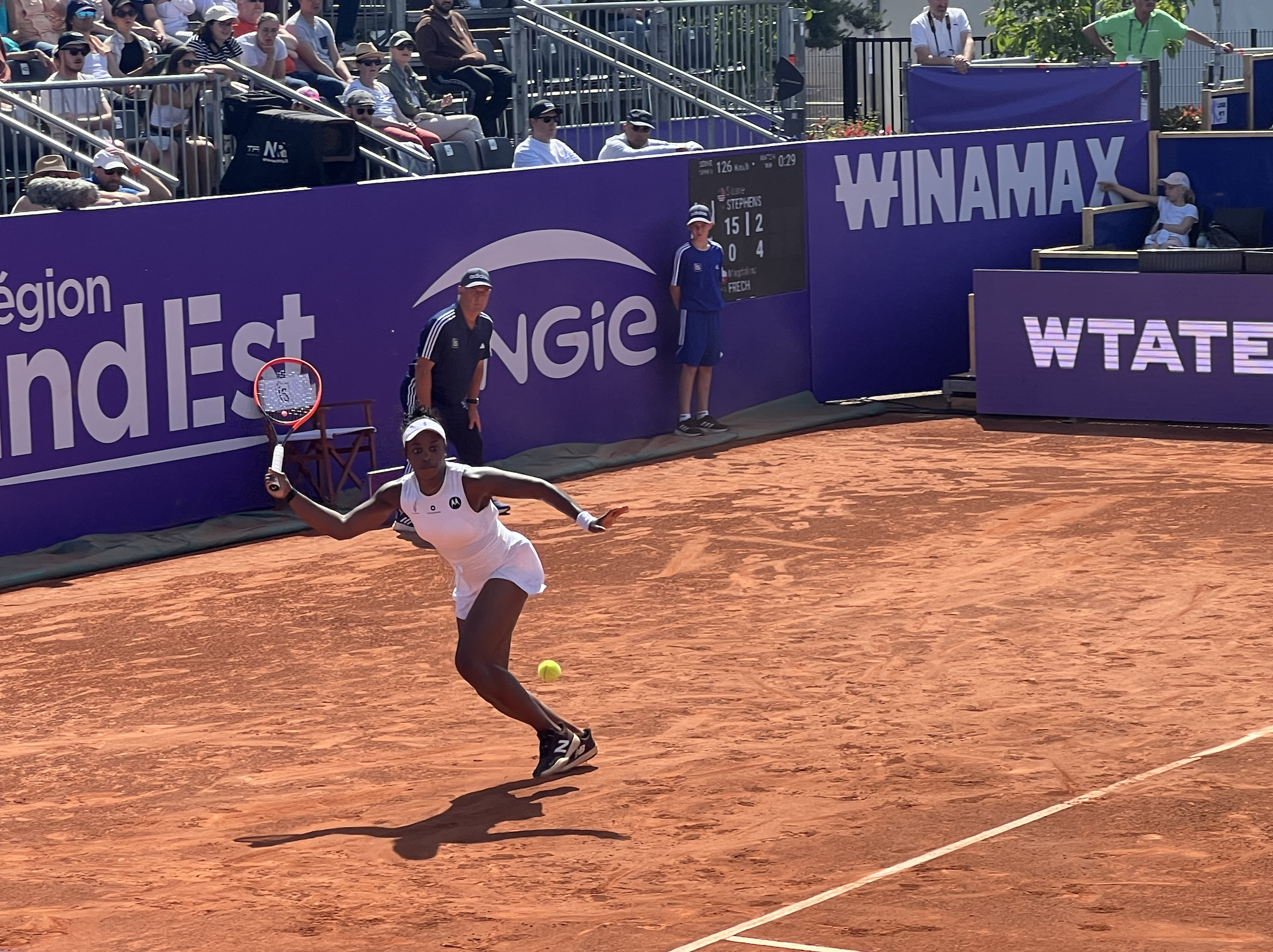
Stephens en action aux Internationaux de Strasbourg 2024.

### 2024. 8etitre WTA à Rouen
Elle débute l'année par une victoire sur la spécialiste de double Kateřina Siniaková (7-5, 6-3), avant de se faire renverser par la Belge Elise Mertens (6-2, 1-6, 3-6). Elle subit une deuxième défaite à Hobart contre la Chinoise Yuan Yue, sortie des qualifications (4-6, 6-3, 6-7), passant à deux points du match et servant pour la rencontre mais remporte ses premiers matchs depuis cinq saisons à l'Open d'Australie contre l'invitée Olivia Gadecki (6-3, 6-1) et surtout la treizième mondiale Daria Kasatkina (4-6, 6-3, 6-3) avant de subir la loi d'une autre Russe, Anna Kalinskaya (7-6, 1-6, 4-6), novice à ce stade en Grand Chelem. Elle s'envole pour la péninsule arabique mais voit la Roumaine Sorana Cîrstea l'écarter dès le premier tour (3-6, 2-6) à Doha avant de battre la qualifiée Française Clara Burel s'incliner à Dubaï (6-4, 1-6, 6-2). Elle tombe logiquement dès son deuxième match contre la numéro une Iga Świątek (4-6, 4-6).
Elle rejoint l'Amérique et joue deux joueuses au classement modeste à Austin, la qualifiée Tchèque Tereza Martincová (6-4, 6-0) et la Lettone Anastasija Sevastova ancienne onzième joueuse mondiale et maintenant 485e (3-6, 2-6). Elle assume son rang à Indian Wells en sortant l'Egyptienne Mayar Sherif (7-5, 6-3) et en prenant sa revanche sur Sorana Cîrstea (6-0, 7-5) mais voit la Russe Daria Kasatkina elle aussi prendre sa revanche (6-2, 4-6, 4-6) au troisième tour. Elle élimine l'ancienne numéro une Angelique Kerber dans ce qui est leur dernière confrontation (6-2, 6-3) à Miami, l'Allemande prenant sa retraite quelques mois plus tard puis cède pour sa troisième confrontation de la saison contre Sorana Cîrstea en ne marquant que trois jeux (2-6, 1-6). Ses débuts sur terre sont intéressants avec deux solides victoires sur Magdalena Fręch (6-0, 6-2) et Leylah Fernandez (6-4, 6-4) à Charleston avant de subir la loi de Danielle Collins (2-6, 2-6), vainqueur de Miami quelques jours avant et qui fera le doublé en remportant le tournoi quelques jours plus tard également. 
Mi-avril, elle remporte son huitième titre en carrière à Rouen, le premier sur terre depuis huit ans et signant la première victoire américaine sur ce tournoi. Elle renverse au premier tour sa compatriote Peyton Stearns (1-6, 6-1, 6-3), se défait facilement des anciennes Top 10 Karolína Plíšková et Caroline Garcia sur le même score (6-3, 6-2), ne cède que quatre jeux contre la Chinoise Yuan Yue (6-2, 6-2) et gagne une finale décousue contre la Polonaise Magda Linette, surprise du tournoi (6-1, 2-6, 6-2). Elle continue sur sa lancée à Madrid, sortant Martina Trevisan, ancienne demi-finaliste de Roland Garros (6-3, 5-7, 6-4) et renversant Elise Mertens (3-6, 6-3, 6-1) avant de tomber contre la sixième mondiale, María Sákkari, demi-finaliste l'année passée (1-6, 3-6). Loin d'enclencher une bonne dynamique, elle voit les semaines suivantes lui être difficiles. Elle cède ainsi au premier tour de Rome contre Yulia Putintseva (3-6, 2-6) mais sort également au même stade à Roland Garros contre la même adversaire, encaissant sa défaite la plus précoce dans le Majeur parisien depuis treize ans (1-6, 2-6), ainsi qu'à Strasbourg contre la qualifiée Magdalena Fręch (3-6, 3-6).
Elle bat pour sa troisième confrontation de la saison avec la Chinoise Yuan Yue (6-3, 6-3) à Birmingham mais est sortie dès le tour suivant par Elisabetta Cocciaretto (4-6, 2-6). Elle s'incline d'entrée à Eastbourne, ayant héritée d'un tirage piégeux en la personne de la locale Emma Raducanu (4-6, 0-6), 168e mondiale mais ancienne vainqueur de l'US Open. Elle signe une dernière victoire sur la saison contre la repêchée Elsa Jacquemot (6-3, 6-3) qui joue pour la première fois le tournoi à Wimbledon, ne marquant que trois jeux contre Diana Shnaider (1-6, 1-6), qui joue sa première saison pleine sur le circuit WTA.
Une série de cinq défaites, à Washington contre sa compatriote Amanda Anisimova (3-6, 5-7), Toronto contre la qualifiée Greet Minnen (2-6, 2-6) qui participe à son premier Open du Canada, à l'US Open, complètement renversée par le Française Clara Burel (6-0, 5-7, 5-7), servant deux fois pour le match et ayant menée 4 jeux à 1 dans la deuxième manche, à Guadalajara contre l'Australienne Olivia Gadecki (4-6, 3-6) , future finaliste surprise et à Séoul contre Hailey Baptiste (6-7, 2-6) achèvent sa saison.

## Palmarès

### Titres en simple dames
| No | Date       | Nom et lieu du tournoi            | Catégorie | Dotation     | Surface      | Finaliste          | Score          |          |
| -- | ---------- | --------------------------------- | --------- | ------------ | ------------ | ------------------ | -------------- | -------- |
| 1  | 03-08-2015 | Citi Open, Washington             | Intern'l  | 250 000 $    | Dur (ext.)   | A. Pavlyuchenkova  | 6-1, 6-2       | Parcours |
| 2  | 04-01-2016 | ASB Classic, Auckland             | Intern'l  | 250 000 $    | Dur (ext.)   | Julia Görges       | 7-5, 6-2       | Parcours |
| 3  | 22-02-2016 | Abierto Mexicano Telcel, Acapulco | Intern'l  | 250 000 $    | Dur (ext.)   | Dominika Cibulková | 6-4, 4-6, 7-65 | Parcours |
| 4  | 04-04-2016 | Volvo Car Open, Charleston        | Premier   | 753 000 $    | Terre (ext.) | Elena Vesnina      | 7-64, 6-2      | Parcours |
| 5  | 28-08-2017 | US Open, Flushing Meadows         | G. Chelem | 24 193 400 $ | Dur (ext.)   | Madison Keys       | 6-3, 6-0       | Parcours |
| 6  | 20-03-2018 | Miami Open, Miami                 | PREMIER*  | 8 648 508 $  | Dur (ext.)   | Jeļena Ostapenko   | 7-65, 6-1      | Parcours |
| 7  | 21-02-2022 | Abierto Akron Zapopan, Zapopan    | WTA 250   | 239 477 $    | Dur (ext.)   | Marie Bouzková     | 7-5, 1-6, 6-2  | Parcours |
| 8  | 15-04-2024 | Open de Rouen Capfinances, Rouen  | WTA 250   | 267 082 $    | Terre (int.) | Magda Linette      | 6-1, 2-6, 6-2  | Parcours |

### Finales en simple dames
| No | Date       | Nom et lieu du tournoi | Catégorie | Dotation     | Surface      | Vainqueure      | Score          |          |
| -- | ---------- | ---------------------- | --------- | ------------ | ------------ | --------------- | -------------- | -------- |
| 1  | 09-06-2018 | Roland-Garros, Paris   | G. Chelem | 19 598 500 $ | Terre (ext.) | Simona Halep    | 3-6, 6-4, 6-1  | Parcours |
| 2  | 06-08-2018 | Coupe Rogers, Montréal | Premier 5 | 3 000 000 $  | Dur (ext.)   | Simona Halep    | 7-66, 3-6, 6-4 | Parcours |
| 3  | 21-10-2018 | WTA Finals, Singapour  | Masters   | 7 000 000 $  | Dur (int.)   | Elina Svitolina | 3-6, 6-2, 6-2  | Parcours |

### Titre en double dames
| No | Date       | Nom et lieu du tournoi                | Catégorie | Dotation  | Surface      | Partenaire     | Finalistes                        | Score            |          |
| -- | ---------- | ------------------------------------- | --------- | --------- | ------------ | -------------- | --------------------------------- | ---------------- | -------- |
| 1  | 01-04-2024 | Credit One Charleston Open Charleston | WTA 500   | 922 573 $ | Terre (ext.) | Ashlyn Krueger | Lyudmyla Kichenok Nadiia Kichenok | 1-6, 6-3, [10-7] | Parcours |

### Finale en double dames
| No | Date       | Nom et lieu du tournoi | Catégorie | Dotation  | Surface    | Vainqueures                  | Partenaire       | Score    |          |
| -- | ---------- | ---------------------- | --------- | --------- | ---------- | ---------------------------- | ---------------- | -------- | -------- |
| 1  | 31-07-2017 | Citi Open Washington   | Intern'l  | 250 000 $ | Dur (ext.) | Shuko Aoyama Renata Voráčová | Eugenie Bouchard | 6-3, 6-2 | Parcours |

### Titre en simple en WTA 125
| No | Date       | Nom et lieu du tournoi            | Catégorie | Dotation  | Surface      | Finaliste    | Score    |          |
| -- | ---------- | --------------------------------- | --------- | --------- | ------------ | ------------ | -------- | -------- |
| 1  | 01-05-2023 | Open 35 de Saint-Malo, Saint-Malo | WTA 125   | 115 000 $ | Terre (ext.) | Greet Minnen | 6-3, 6-4 | Parcours |

## Parcours en Grand Chelem

### Victoire (1)
| Année | Tournoi | Adversaire en finale | Score    |
| 2017  | US Open | Madison Keys         | 6-3, 6-0 |

### Finale (1)
| Année | Tournoi       | Adversaire en finale | Score         |
| 2018  | Roland-Garros | Simona Halep         | 6-3, 4-6, 1-6 |

### En simple dames
| Année | Open d'Australie | Open d'Australie         | Internationaux de France | Internationaux de France | Wimbledon       | Wimbledon           | US Open         | US Open              |
| ----- | ---------------- | ------------------------ | ------------------------ | ------------------------ | --------------- | ------------------- | --------------- | -------------------- |
| 2008  | —                | —                        | —                        | —                        | —               | —                   | Q2              | Stefanie Vögele      |
| 2009  | —                | —                        | —                        | —                        | —               | —                   | Q1              | Neuza Silva          |
| 2010  | —                | —                        | —                        | —                        | —               | —                   | Q2              | Zuzana Ondrášková    |
| 2011  | Q2               | Mădălina Gojnea          | 1er tour (1/64)          | Elena Baltacha           | Q2              | Nina Bratchikova    | 3e tour (1/16)  | Ana Ivanović         |
| 2012  | 2e tour (1/32)   | Svetlana Kuznetsova      | 1/8 de finale            | Samantha Stosur          | 3e tour (1/16)  | Sabine Lisicki      | 3e tour (1/16)  | Ana Ivanović         |
| 2013  | 1/2 finale       | Victoria Azarenka        | 1/8 de finale            | Maria Sharapova          | 1/4 de finale   | Marion Bartoli      | 1/8 de finale   | Serena Williams      |
| 2014  | 1/8 de finale    | Victoria Azarenka        | 1/8 de finale            | Simona Halep             | 1er tour (1/64) | Maria Kirilenko     | 2e tour (1/32)  | Johanna Larsson      |
| 2015  | 1er tour (1/64)  | Victoria Azarenka        | 1/8 de finale            | Serena Williams          | 3e tour (1/16)  | Lucie Šafářová      | 1er tour (1/64) | Coco Vandeweghe      |
| 2016  | 1er tour (1/64)  | Wang Qiang               | 3e tour (1/16)           | Tsvetana Pironkova       | 3e tour (1/16)  | Svetlana Kuznetsova | —               | —                    |
| 2017  | —                | —                        | —                        | —                        | 1er tour (1/64) | Alison Riske        | Victoire        | Madison Keys         |
| 2018  | 1er tour (1/64)  | Zhang Shuai              | Finale                   | Simona Halep             | 1er tour (1/64) | Donna Vekić         | 1/4 de finale   | Anastasija Sevastova |
| 2019  | 1/8 de finale    | Anastasia Pavlyuchenkova | 1/4 de finale            | Johanna Konta            | 3e tour (1/16)  | Johanna Konta       | 1er tour (1/64) | Anna Kalinskaya      |
| 2020  | 1er tour (1/64)  | Zhang Shuai              | 2e tour (1/32)           | Paula Badosa             | Annulé          | Annulé              | 3e tour (1/16)  | Serena Williams      |
| 2021  | 1er tour (1/64)  | Yulia Putintseva         | 1/8 de finale            | Barbora Krejčíková       | 3e tour (1/16)  | Liudmila Samsonova  | 3e tour (1/16)  | Angelique Kerber     |
| 2022  | 1er tour (1/64)  | Emma Raducanu            | 1/4 de finale            | Coco Gauff               | 1er tour (1/64) | Zheng Qinwen        | 2e tour (1/32)  | Iga Świątek          |
| 2023  | 1er tour (1/64)  | Anastasia Potapova       | 1/8 de finale            | Aryna Sabalenka          | 1er tour (1/64) | Donna Vekić         | 1er tour (1/64) | Beatriz Haddad Maia  |
| 2024  | 3e tour (1/16)   | Anna Kalinskaya          | 1er tour (1/64)          | Yulia Putintseva         | 2e tour (1/32)  | Diana Shnaider      | 1er tour (1/64) | Clara Burel          |
| 2025  | 1er tour (1/64)  | Aryna Sabalenka          | —                        | —                        | —               | —                   |                 |                      |

N.B. : à droite du résultat se trouve le nom de l'ultime adversaire.

### En double dames
| Année | Open d'Australie                                                                    | Open d'Australie                                                                          | Internationaux de France                                                                  | Internationaux de France                                                              | Wimbledon                                                                                 | Wimbledon                                                                    | US Open                                                                          | US Open |
| ----- | ----------------------------------------------------------------------------------- | ----------------------------------------------------------------------------------------- | ----------------------------------------------------------------------------------------- | ------------------------------------------------------------------------------------- | ----------------------------------------------------------------------------------------- | ---------------------------------------------------------------------------- | -------------------------------------------------------------------------------- | ------- |
| 2009  | —                                                                                   | —                                                                                         | —                                                                                         | —                                                                                     | —                                                                                         | —                                                                            | 1er tour (1/32) M. Washington \|\| style="text-align:left;" \| P. Mayr S. Vögele |         |
| 2010  | —                                                                                   | —                                                                                         | —                                                                                         | —                                                                                     | —                                                                                         | —                                                                            | 1er tour (1/32) J. Craybas \|\| style="text-align:left;" \| J. Hampton M. Oudin  |         |
| 2011  | —                                                                                   | —                                                                                         | —                                                                                         | —                                                                                     | —                                                                                         | —                                                                            | 1er tour (1/32) A. Riske \|\| style="text-align:left;" \| G. Dulko F. Pennetta   |         |
| 2012  | 1er tour (1/32) K. Pervak \|\| style="text-align:left;" \| R. Fujiwara A. Morita    | 1er tour (1/32) Y. Wickmayer \|\| style="text-align:left;" \| L. Dekmeijere T. Tanasugarn | 1er tour (1/32) A. Kudryavtseva \|\| style="text-align:left;" \| B. Mattek-Sands S. Mirza | 1er tour (1/32) T. Babos \|\| style="text-align:left;" \| J. Husárová M. Rybáriková   |                                                                                           |                                                                              |                                                                                  |         |
| 2013  | —                                                                                   | —                                                                                         | 1er tour (1/32) M. Burdette \|\| style="text-align:left;" \| E. Makarova E. Vesnina       | —                                                                                     | —                                                                                         | —                                                                            | —                                                                                |         |
| 2014  | —                                                                                   | —                                                                                         | 1er tour (1/32) M. Lučić \|\| style="text-align:left;" \| G. Muguruza C. Suárez           | —                                                                                     | —                                                                                         | —                                                                            | —                                                                                |         |
|       |                                                                                     |                                                                                           |                                                                                           |                                                                                       |                                                                                           |                                                                              |                                                                                  |         |
| 2016  | —                                                                                   | —                                                                                         | —                                                                                         | —                                                                                     | 1er tour (1/32) M. Keys \|\| style="text-align:left;" \| T. Babos Y. Shvedova             | —                                                                            | —                                                                                |         |
| 2017  | —                                                                                   | —                                                                                         | —                                                                                         | —                                                                                     | 2e tour (1/16) Chang K.-c. \|\| style="text-align:left;" \| A.L. Grönefeld K. Peschke     | 1er tour (1/32) T. Townsend \|\| style="text-align:left;" \| Wang Q. Wang Y. |                                                                                  |         |
| 2018  | 1er tour (1/32) E. Bouchard \|\| style="text-align:left;" \| E. Makarova E. Vesnina | —                                                                                         | —                                                                                         | —                                                                                     | —                                                                                         | —                                                                            | —                                                                                |         |
|       |                                                                                     |                                                                                           |                                                                                           |                                                                                       |                                                                                           |                                                                              |                                                                                  |         |
| 2023  | —                                                                                   | —                                                                                         | —                                                                                         | —                                                                                     | 1er tour (1/32) M. Jones \|\| style="text-align:left;" \| A. Bondár G. Minnen             | —                                                                            | —                                                                                |         |
| 2024  | —                                                                                   | —                                                                                         | 1er tour (1/32) A. Krueger \|\| style="text-align:left;" \| L. Kichenok J. Ostapenko      | 1er tour (1/32) A. Krueger \|\| style="text-align:left;" \| Chan H.-c. V. Kudermetova | 1er tour (1/32) A. Krueger \|\| style="text-align:left;" \| M. Bouzková S. Sorribes Tormo |                                                                              |                                                                                  |         |

N.B. : le nom de la partenaire se trouve sous le résultat ; les noms des ultimes adversaires se trouvent à droite.

### En double mixte
| Année | Open d'Australie                                                 | Open d'Australie | Internationaux de France | Internationaux de France | Wimbledon                                                                 | Wimbledon | US Open                                                               | US Open |
| ----- | ---------------------------------------------------------------- | ---------------- | ------------------------ | ------------------------ | ------------------------------------------------------------------------- | --------- | --------------------------------------------------------------------- | ------- |
| 2008  | —                                                                | —                | —                        | —                        | —                                                                         | —         | 2e tour (1/8) Kendrick \|\| style="text-align:left;" \| Uhlířová Damm |         |
|       |                                                                  |                  |                          |                          |                                                                           |           |                                                                       |         |
| 2012  | —                                                                | —                | —                        | —                        | —                                                                         | —         | 2e tour (1/8) Ram \|\| style="text-align:left;" \| Huber Mirnyi       |         |
| 2013  | —                                                                | —                | —                        | —                        | —                                                                         | —         | 1er tour (1/16) Sock \|\| style="text-align:left;" \| Chan Emmrich    |         |
|       |                                                                  |                  |                          |                          |                                                                           |           |                                                                       |         |
| 2016  | 2e tour (1/8) Rojer \|\| style="text-align:left;" \| Hingis Paes | —                | —                        | —                        | —                                                                         | —         | —                                                                     |         |
| 2017  | —                                                                | —                | —                        | —                        | 1er tour (1/32) Smith \|\| style="text-align:left;" \| Martínez Demoliner | —         | —                                                                     |         |
| 2018  | —                                                                | —                | —                        | —                        | 3e tour (1/8) Sock \|\| style="text-align:left;" \| Makarova Soares       | —         | —                                                                     |         |

N.B. : le nom du partenaire se trouve sous le résultat ; les noms des ultimes adversaires se trouvent à droite.

## Parcours en «Premier» et WTA 1000
Les tournois WTA « Premier Mandatory » et « Premier 5 » (entre 2009 et 2020) et WTA 1000 (à partir de 2021) constituent les catégories d'épreuves les plus prestigieuses, après les quatre levées du Grand Chelem. 

De 2009 à 2023, les tournois Premier Mandatory (dits tournois WTA 1000 obligatoires entre 2021 et 2023) regroupent Indian Wells, Miami, Madrid et Pékin, les autres constituant les tournois Premier 5 (tournois WTA 1000 non-obligatoires). À partir de 2024, le nombre de tournois WTA 1000 passe à 10 par saison (fin de l’alternance Doha / Dubaï), ces derniers devenant tous obligatoires et offrant tous 1000 points à la vainqueure (contre 900 points précédemment pour les tournois Premier 5).

### En simple dames
| Année |       |                              |                           |                             |                             |                               |                                |                              |                              |                              |  |                              |
| Doha  | Dubaï | Indian Wells                 | Miami                     | Madrid                      | Rome                        | Canada                        | Cincinnati                     | Pékin                        |                              | Tokyo                        |  |                              |
| Doha  | Dubaï | Indian Wells                 | Miami                     | Madrid                      | Rome                        | Canada                        | Cincinnati                     | Pékin                        | Wuhan                        |                              |  |                              |
| Doha  | Dubaï | Indian Wells                 | Miami                     | Madrid                      | Rome                        | Canada                        | Cincinnati                     | Pékin                        | Guadalajara                  |                              |  |                              |
| 2010  |       | Hors calendrier              |                           | 2e tour (1/32) V. Zvonareva |                             |                               |                                |                              |                              |                              |  |                              |
| 2011  |       | Hors catégorie               |                           | 2e tour (1/32) C. Wozniacki | 1er tour (1/64) B. Strýcová |                               |                                |                              | 1er tour (1/32) S. Errani    |                              |  |                              |
| 2012  |       |                              | Hors catégorie            | 2e tour (1/32) A. Kerber    | 3e tour (1/16) M. Sharapova |                               | 2e tour (1/16) F. Pennetta     |                              | 3e tour (1/8) A. Radwańska   |                              |  |                              |
| 2013  |       | 2e tour (1/16) K. Zakopalová | Hors catégorie            | 2e tour (1/32) U. Radwańska | 4e tour (1/8) A. Radwańska  | 1er tour (1/32) D. Hantuchová | 3e tour (1/8) M. Sharapova     | 3e tour (1/8) A. Radwańska   | 3e tour (1/8) J. Janković    | 3e tour (1/8) C. Wozniacki   |  | 2e tour (1/16) E. Bouchard   |
| 2014  |       | 1er tour (1/32) P. Cetkovská | Hors catégorie            | 1/4 de finale F. Pennetta   | 3e tour (1/16) C. Wozniacki | 3e tour (1/8) Li N.           | 2e tour (1/16) V. Lepchenko    | 2e tour (1/16) J. Janković   | 3e tour (1/8) J. Janković    |                              |  |                              |
| 2015  |       | Hors catégorie               |                           | 4e tour (1/8) S. Williams   | 1/4 de finale S. Halep      | 2e tour (1/16) S. Williams    | 1er tour (1/32) S. Lisicki     | 1er tour (1/32) D. Cibulková | 3e tour (1/8) A. Ivanović    | 2e tour (1/16) S. Kuznetsova |  | 2e tour (1/16) G. Muguruza   |
| 2016  |       |                              | Hors catégorie            | 2e tour (1/32) E. Bouchard  | 2e tour (1/32) H. Watson    | 2e tour (1/16) P.M. Țig       |                                | 1er tour (1/32) C. Giorgi    |                              |                              |  |                              |
| 2017  |       | Hors catégorie               |                           |                             |                             |                               |                                | 1/2 finale C. Wozniacki      | 1/2 finale S. Halep          | 1er tour (1/32) C. McHale    |  | 1er tour (1/32) Wang Q.      |
| 2018  |       |                              | Hors catégorie            | 3e tour (1/16) D. Kasatkina | Victoire J. Ostapenko       | 3e tour (1/8) Ka. Plíšková    | 3e tour (1/8) C. Garcia        | Finale S. Halep              | 3e tour (1/16) E. Mertens    | 3e tour (1/8) D. Cibulková   |  | 1er tour (1/32) A. Kontaveit |
| 2019  |       | Hors catégorie               |                           | 2e tour (1/32) S. Vögele    | 3e tour (1/16) T. Maria     | 1/2 finale K. Bertens         | 2e tour (1/16) J. Konta        | 2e tour (1/16) M. Bouzková   | 3e tour (1/8) S. Kuznetsova  | 2e tour (1/16) Zheng S.      |  | 3e tour (1/8) P. Kvitová     |
| 2020  |       |                              | Hors catégorie            | Annulé                      | Annulé                      | Annulé                        | 1er tour (1/32)                | Annulé                       | 1er tour (1/32) C. Garcia    | Annulé                       |  | Annulé                       |
|       |       | WTA 1000                     |                           |                             |                             |                               |                                |                              |                              |                              |  |                              |
| 2021  |       | Hors catégorie               |                           | 2e tour (1/32) J. Pegula    | 2e tour (1/32) A. Anisimova | 2e tour (1/16) O. Jabeur      | 1er tour (1/32) M. Keys        |                              |                              | Annulé                       |  | Annulé                       |
| 2022  |       |                              | Hors catégorie            | 1er tour (1/64) N. Osaka    | 2e tour (1/32) J. Pegula    | 1er tour (1/32) A. Kalinina   | 1er tour (1/32) E. Alexandrova | 2e tour (1/16) M. Sákkari    | 2e tour (1/16) I. Świątek    | Hors calendrier              |  | 1/4 de finale J. Pegula      |
| 2023  |       | Hors catégorie               |                           | 1er tour (1/64) S. Kenin    | 1er tour (1/64) S. Rogers   | 1er tour (1/64) J. Cristian   | 2e tour (1/32) V. Azarenka     | 3e tour (1/8) E. Rybakina    | 3e tour (1/8) M. Vondroušová |                              |  | 2e tour (1/32) E. Arango     |
| 2024  |       | 1er tour (1/32) S. Cîrstea   | 2e tour (1/16) I. Świątek | 3e tour (1/16) D. Kasatkina | 2e tour (1/32) S. Cîrstea   | 3e tour (1/16) M. Sákkari     | 2e tour (1/32) Y. Putintseva   | 1er tour (1/32) G. Minnen    |                              |                              |  |                              |

Sous le résultat, l’ultime adversaire.
1. 1 2   Les tournois de Doha et Dubaï alternent le statut de tournoi WTA 1000 (ex Premier 5) entre 2009 et 2023 : les trois premières éditions ont lieu à Dubaï, les trois suivantes à Doha, puis Dubaï accueille le tournoi de cette catégorie les années impaires et Dubaï les années paires. De 2011 à 2023, la ville qui n’accueille pas de WTA 1000 organise à la place un tournoi WTA 500 (ex Premier).
2. 1 2 3 4 5 6 7 8   L’ordre de déroulement des tournois a évolué depuis 2009 : Rome se dispute avant Madrid et Cincinnati avant Montréal/Toronto jusqu’en 2010, tandis que Tokyo (2009-2013)-Wuhan (2014-2019, 2024-)-Guadalajara (2022-2023) ont lieu avant Pékin jusqu’en 2023.
3. 1 2 3 4 5 6 7 8  Du fait de la pandémie de Covid-19, les tournois d’Indian Wells, de Miami, de Madrid, du Canada, de Wuhan et de Pékin sont annulés en 2020. Ces deux derniers le sont également en 2021. Pour des raisons d’organisation, le tournoi de Cincinnati 2020 a exceptionnellement lieu à Flushing Meadows à New York.
4. ↑  Le 1er décembre 2021, le président de la WTA, Steve Simon, annonce que tous les tournois prévus en Chine et à Hong Kong sont suspendus à partir de 2022, en raison de préoccupations concernant la sécurité et le bien-être de la joueuse de tennis chinoise Peng Shuai après ses allégations de relations sexuelles non-consenties avec Zhang Gaoli, membre de haut rang du Parti communiste chinois. Le tournoi de Pékin revient en 2023. Le tournoi de Guadalajara remplace celui de Wuhan pendant deux ans, ce dernier réapparaissant en 2024.

## Parcours au Masters

### En simple dames
| # | Date       | Nom de l'édition     | ($)       | Surface    | Résultat | Ultime(s) adversaire(s) | Score         |          |
| - | ---------- | -------------------- | --------- | ---------- | -------- | ----------------------- | ------------- | -------- |
| 1 | 21/10/2018 | WTA Finals Singapour | 7 000 000 | Dur (int.) | Finale   | Elina Svitolina         | 3-6, 6-2, 6-2 | Parcours |

## Parcours aux Jeux olympiques

### En simple dames
| # | Date       | Nom de l'olympiade                  | Surface    | Résultat        | Ultime adversaire | Score    |          |
| - | ---------- | ----------------------------------- | ---------- | --------------- | ----------------- | -------- | -------- |
| 1 | 06/08/2016 | Olympic Tennis Event Rio de Janeiro | Dur (ext.) | 1er tour (1/32) | Eugenie Bouchard  | 6-3, 6-3 | Parcours |

## Parcours en Fed Cup
| #                                                                  | Date       | Lieu            | Surface      | Gagnante(s)                      | Perdante(s)                       | Score         |          |
| ------------------------------------------------------------------ | ---------- | --------------- | ------------ | -------------------------------- | --------------------------------- | ------------- | -------- |
|                                                                    |            |                 |              |                                  |                                   |               |          |
| 2012 - Barrage (groupe mondial I) - Ukraine - États-Unis - 0 : 5   |            |                 |              |                                  |                                   |               |          |
| 1                                                                  | 21/04/2012 | Kharkiv         | Terre (ext.) | Liezel Huber Sloane Stephens     | Lyudmyla Kichenok Nadiia Kichenok | 6-4, 6-1      | Parcours |
|                                                                    |            |                 |              |                                  |                                   |               |          |
| 2013 - Barrage (groupe mondial I) - États-Unis - Suède - 3 : 2     |            |                 |              |                                  |                                   |               |          |
| 2                                                                  | 20/04/2013 | Delray Beach    | Dur (ext.)   | Sofia Arvidsson                  | Sloane Stephens                   | 6-4, 4-6, 6-1 | Parcours |
|                                                                    |            |                 |              |                                  |                                   |               |          |
| 2014 - Barrage (groupe mondial I) - États-Unis - France - 2 : 3    |            |                 |              |                                  |                                   |               |          |
| 3                                                                  | 19/04/2014 | St Louis        | Dur (int.)   | Caroline Garcia                  | Sloane Stephens                   | 6-3, 6-2      | Parcours |
| 3                                                                  | 19/04/2014 | St Louis        | Dur (int.)   | Sloane Stephens                  | Virginie Razzano                  | 6-2, 6-4      | Parcours |
| 3                                                                  | 19/04/2014 | St Louis        | Dur (int.)   | Caroline Garcia Virginie Razzano | Madison Keys Sloane Stephens      | 6-2, 7-5      | Parcours |
|                                                                    |            |                 |              |                                  |                                   |               |          |
| 2016 - 1er tour (groupe mondial II) - États-Unis - Pologne - 4 : 0 |            |                 |              |                                  |                                   |               |          |
| 4                                                                  | 06/02/2016 | Kailua-Kona     | Dur (ext.)   | Sloane Stephens                  | Magda Linette                     | 6-2, 6-4      | Parcours |
|                                                                    |            |                 |              |                                  |                                   |               |          |
| 2017 - Finale (groupe mondial) - Biélorussie - États-Unis - 2 : 3  |            |                 |              |                                  |                                   |               |          |
| 5                                                                  | 11/11/2017 | Minsk           | Dur (int.)   | Aryna Sabalenka                  | Sloane Stephens                   | 6-3, 3-6, 6-4 | Parcours |
| 5                                                                  | 11/11/2017 | Minsk           | Dur (int.)   | Aliaksandra Sasnovich            | Sloane Stephens                   | 4-6, 6-1, 8-6 | Parcours |
|                                                                    |            |                 |              |                                  |                                   |               |          |
| 2018 - 1/2 finale (groupe mondial) - France - États-Unis - 2 : 3   |            |                 |              |                                  |                                   |               |          |
| 6                                                                  | 21/04/2018 | Aix-en-Provence | Terre (int.) | Sloane Stephens                  | Pauline Parmentier                | 7-65, 7-5     | Parcours |
| 6                                                                  | 21/04/2018 | Aix-en-Provence | Terre (int.) | Sloane Stephens                  | Kristina Mladenovic               | 6-2, 6-0      | Parcours |

## Classements WTA en fin de saison
| Année          | 2008 | 2009 | 2010 | 2011 | 2012 | 2013 | 2014 | 2015 | 2016 | 2017 | 2018 | 2019 | 2020 | 2021 | 2022 | 2023 | 2024 |
| Rang en simple | 496  | 802  | 198  | 97   | 38   | 12   | 37   | 30   | 35   | 13   | 6    | 25   | 39   | 64   | 37   | 48   | 79   |
| Rang en double | 845  | 694  | 526  | 94   | 180  | –    | 722  | 383  | 883  | 166  | 211  | 1156 | 628  | 1348 | 330  | 629  | 64   |

Source : (en) Classements de Sloane Stephens sur le site officiel de la Fédération internationale de tennis

## Records et statistiques

### Confrontations avec ses principales adversaires
Confrontations lors des différents tournois WTA avec ses principales adversaires (6 confrontations minimum et avoir été membre du top 10). Classement par pourcentage de victoires. Situation au 21 avril 2024 :
Les joueuses retraitées sont en gris.
| Joueuse            | Meilleur classement | Confrontations | Victoires | Défaites | Pourcentage de victoires | Dernière confrontation                      |
| ------------------ | ------------------- | -------------- | --------- | -------- | ------------------------ | ------------------------------------------- |
| Caroline Wozniacki | 1                   | 7              | 1         | 6        | 14,3                     | défaite (2-6, 3-6) à Toronto 2017           |
| Serena Williams    | 1                   | 7              | 1         | 6        | 14,3                     | défaite (6-2, 2-6, 2-6) à l'US Open 2020    |
| Simona Halep       | 1                   | 9              | 2         | 7        | 22,2                     | défaite (66-7, 6-3, 4-6) à Montréal 2018    |
| Caroline Garcia    | 4                   | 9              | 4         | 5        | 44,4                     | victoire (6-3, 6-2) à Rouen 2024            |
| Victoria Azarenka  | 1                   | 8              | 4         | 4        | 50                       | défaite (6-3, 3-6, 2-6) à Charleston 2023   |
| Daria Kasatkina    | 8                   | 6              | 4         | 2        | 66,6                     | défaite (6-2, 4-6, 4-6) à Indian Wells 2024 |
| Madison Keys       | 5                   | 7              | 5         | 2        | 71,4                     | victoire (6-3, 1-6, 7-67) à l'US Open 2021  |
| Angelique Kerber   | 1                   | 8              | 6         | 2        | 75                       | victoire (6-2, 6-3) à Miami 2024            |
| Julia Görges       | 9                   | 6              | 5         | 1        | 83,3                     | victoire (6-3, 3-6, 6-1) à l'US Open 2017   |
| Karolína Plíšková  | 1                   | 7              | 6         | 1        | 85,7                     | victoire (6-3, 6-2) à Rouen 2024            |

### Victoires sur le top 10
Toutes ses victoires sur des joueuses classées dans le top 10 de la WTA lors de la rencontre.
| Légende              |
| Grand Chelem         |
| Masters              |
| Premier 5 / WTA 1000 |
| Premier / WTA 500    |
| WTA 250              |
| Fed Cup              |

| #  | Rang   |  | Tournoi          | Année | Surface      |                   | Adversaire           | Rang   | Tour           | Score          | Tableau |
| -- | ------ |  | ---------------- | ----- | ------------ | ----------------- | -------------------- | ------ | -------------- | -------------- | ------- |
| 1  | no 25  |  | Open d'Australie | 2013  | Dur          |                   | Serena Williams      | no 3   | 1/4            | 3-6, 7-5, 6-4  | Tableau |
| 2  | no 17  |  | Cincinnati       | 2013  | Dur          |                   | Maria Sharapova      | no 3   | 1/16           | 2-6, 7-65, 6-3 | Tableau |
| 3  | no 43  |  | Eastbourne       | 2015  | Gazon        |                   | Carla Suárez Navarro | no 9   | 1/16           | 6-1, 7-5       | Tableau |
| 4  | no 30  |  | Cincinnati       | 2015  | Dur          |                   | Carla Suárez Navarro | no 10  | 1/32           | 6-1, 6-2       | Tableau |
| 5  | no 29  |  | Pékin            | 2015  | Dur          |                   | Karolína Plíšková    | no 9   | 1/32           | 6-3, 6-2       | Tableau |
| 6  | no 25  |  | Charleston       | 2016  | Terre battue |                   | Angelique Kerber     | no 2   | 1/2            | 6-1, 3-0 ab.   | Tableau |
| 7  | no 934 |  | Toronto          | 2017  | Dur          |                   | Angelique Kerber     | no 3   | 1/8            | 6-2, 6-2       | Tableau |
| 8  | no 83  |  | US Open          | 2017  | Dur          |                   | Dominika Cibulková   | no 10  | 1/32           | 6-2, 5-7, 6-3  | Tableau |
| 9  | no 83  |  | US Open          | 2017  | Dur          | Venus Williams    | no 9                 | 1/2    | 6-1, 0-6, 7-5  |                | Tableau |
| 10 | no 12  |  | Miami            | 2018  | Dur          |                   | Garbiñe Muguruza     | no 3   | 1/8            | 6-3, 6-4       | Tableau |
| 11 | no 12  |  | Miami            | 2018  | Dur          | Angelique Kerber  | no 10                | 1/4    | 6-1, 6-2       |                | Tableau |
| 12 | no 12  |  | Miami            | 2018  | Dur          | Jeļena Ostapenko  | no 5                 | Finale | 7-65, 6-1      |                | Tableau |
| 13 | no 3   |  | Montréal         | 2018  | Dur          |                   | Elina Svitolina      | no 5   | 1/2            | 6-3, 6-3       | Tableau |
| 14 | no 6   |  | Masters          | 2018  | Dur (int.)   |                   | Naomi Osaka          | no 4   | Poules         | 7-5, 4-6, 6-1  | Tableau |
| 15 | no 6   |  | Masters          | 2018  | Dur (int.)   | Kiki Bertens      | no 9                 | Poules | 7-64, 2-6, 6-3 |                | Tableau |
| 16 | no 6   |  | Masters          | 2018  | Dur (int.)   | Angelique Kerber  | no 2                 | Poules | 6-3, 6-3       |                | Tableau |
| 17 | no 6   |  | Masters          | 2018  | Dur (int.)   | Karolína Plíšková | no 8                 | 1/2    | 0-6, 6-4, 6-1  |                | Tableau |
| 18 | no 59  |  | Roland Garros    | 2021  | Terre battue |                   | Karolína Plíšková    | no 10  | 1/32           | 7-5, 6-1       | Tableau |
| 19 | no 73  |  | Wimbledon        | 2021  | Gazon        |                   | Petra Kvitová        | no 10  | 1/64           | 6-3, 6-4       | Tableau |
| 20 | no 50  |  | Guadalajara      | 2022  | Dur          |                   | Caroline Garcia      | no 10  | 1/8            | 7-66, 7-5      | Tableau |
| 21 | no 38  |  | Cincinnati       | 2023  | Dur          |                   | Caroline Garcia      | no 6   | 1/16           | 4-6, 6-4, 6-4  | Tableau |